# Rezerwat przyrody Stare Modrzewie
Rezerwat przyrody Stare Modrzewie – leśny rezerwat przyrody na Pojezierzu Kaszubskim na terenie gminy Kartuzy. Został utworzony w 1954 roku. Powierzchnia rezerwatu wynosi 4,75 ha. Rezerwat obejmuje połacie lasu mieszanego z ponad dwustuletnimi pojedynczymi okazami modrzewi polskich. Najgrubszy z nich ma 420 cm obwodu.
Najbliższe miejscowości to Kartuzy, Burchardztwo i Kiełpino. Rezerwat znajduje się na turystycznym  Szlaku Kartuskim.